# Венетска теорија
Венетска теорија је аутохтонистичка теорија о пореклу Словенаца која пориче словенско насељавање источних Алпа у 6. веку и тврди да су Протословенци (такође познати као (Сло)Венети) насељавали ово подручје од давнина. Иако је одбачена од научника, ова теорија је постала утицајно алтернативно објашњење етногенезе Словенаца. Током 1980-их и 1990-их теорија је привука велику пажњу у Словенији и бившој Југославији.

## Историјат
Теорија су средином 1980-их развила група словеначких аутора, пре свега Јожко Шавли, Матеј Бор и Иван Томажич. У књизи објављеној 1984, ова тројица аутора су предложила алтернативни поглед на етногенезу Словенаца: они су одбацили идеју да су Словенци потомци Словена који су населили област у 6. веку, тврдећи да су преци савремених Словенаца били су у ствари пред-римски народ по имену Венети (што би обухватало Јадранске Венете, Балтичке Венете, Панонце, Норичане и неке друге народе које је традиционална историографија идентификовала као Келте и Илире). Према Венетској теорији, антички Венети су говорили протословеначки језик из ког су настали модерни словеначки и западнословенски језици.
Теорија се заснива на неколико различитих аргумената. Један од њих су традиционални немачки називи неколико словенских народа Вендима (протогермански: *Wénethōz -> немачки: Wenden, Winden), ова традиција је опстала у архаичном немачком називу за Лужичке Србе (Wenden) и Словенце (Windischen или Winden). Неки средњовековни хроничари су такође поистовећивали антички Венете са Словенима. Други аргумент на коме се заснива теорија би требало да су словенски (протословеначки) топоними пронађених у целој средњој Европи и северној Италији - овим топонимима се бавио Шавли, али су његови закључци одбачени подједнако и од стране лингвиста и историчара. Трећи аргумент је заснован на древним венетским натписима пронађени у североисточној Италији и у словеначком приморју, које Бор тумачи као словенске. И Борови закључци су подједнако одбачени од научника.
Теорија је изазвала велику контроверзу у словеначкој и југословенске јавности у касних 1980-их. Неколико најзначајнијих словеначких историчара, као што Бого Графенауер и Петер Штих, ушла у отворене полемике са ауторима теорије. С друге стране, многе истакнуте јавне личности су јавно подржали тврдње које наводи Венетска теорија, међу којима су дизајнер Оскар Когој, писци Зорко Симчич и Луцијан Вуга и политичар Змаго Јелинчич Племенити. Током 1990-их, теорија добила институционалну подршку Светског словеначког конгреса, који је објављивао много литературе које подржавају ову теорију и организовањем међународних симпозијума. Теорија је такође добио значајну подршку у неким националистичким круговима.